# Francisco de Moncada

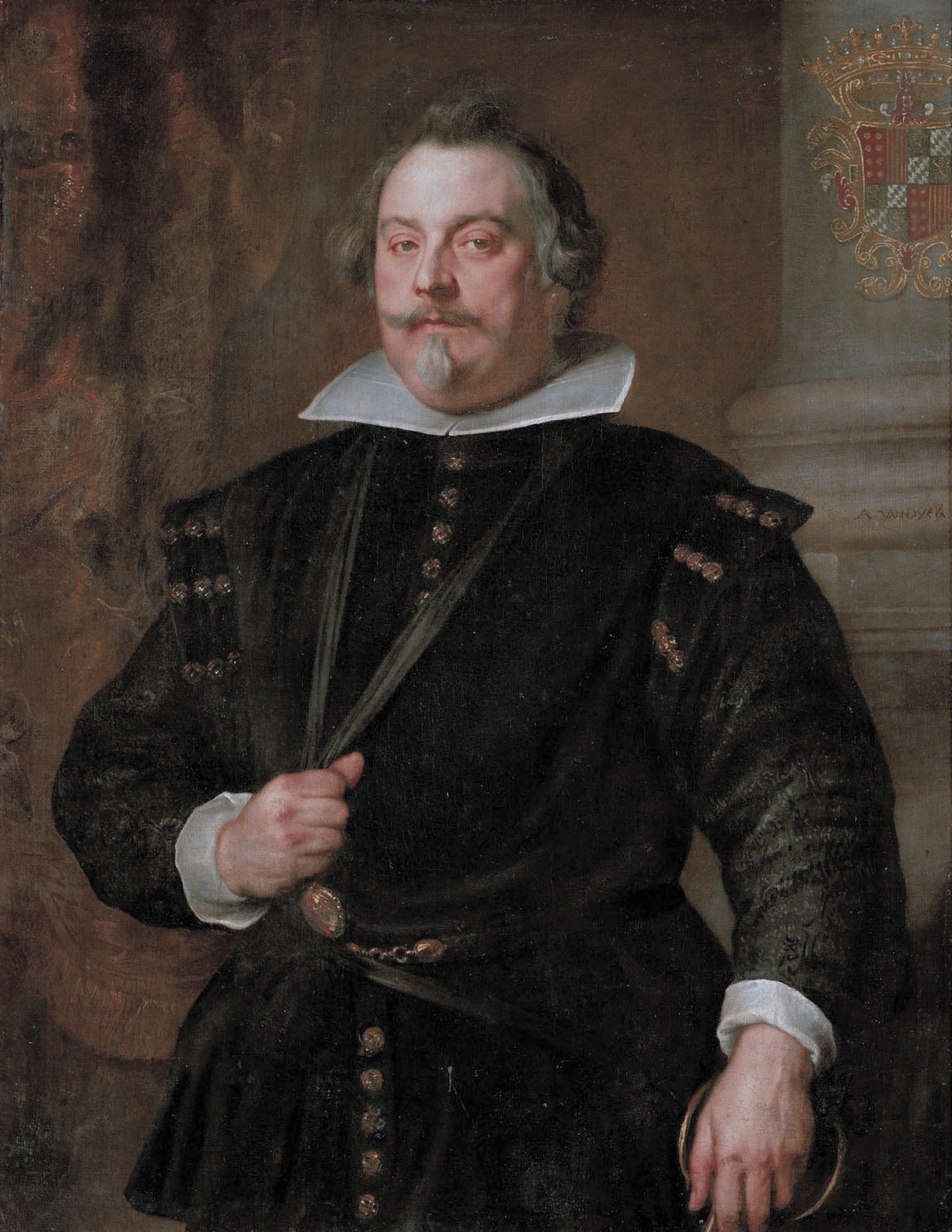
Francisco de Moncada, markis av Aitona, porträtterad avy Anthonis van Dyck.

Francisco de Moncada y Moncada, markis av Aitona, född den 29 december 1586 i Valencia, död den 17 augusti 1635, var en spansk krönikeskrivare.
Moncada beklädde många civila, militära och diplomatiska poster, bland annat var han vicekung över Flandern. Han stupade i en träffning vid Goch i hertigdömet Kleve.  Som historieskrivare förvärvade sig Moncada ett berömt namn genom Espedición de catalanes y aragoneses contra turcos y griegos (1623). Moncada författade även Vida de Amicio Manlio Torcuato (1642). Hans verk publicerades i Rivadeneiras Biblioteca de autores españoles, band 21, där även en litteraturbiografisk studie om Moncada av Cayetano Rosell finns. 